# Edificio del Centro Cultural Bancaja
El edificio del Centro Cultural Bancaja se encuentra situado en la plaza de Tetuán número 23, en el centro histórico de Valencia (España).

## Edificio
Es la sede central de la fundación Bancaja y propiedad de la misma. En la actualidad está compuesto de dos edificios distintos unidos posteriormente para albergar el Centro Cultural Bancaja y la sede central de la fundación. 
El edificio recayente a la plaza de Tetuán número 23, donde se halla la fachada y puerta principal, es una obra del maestro de obras valenciano Lucas García Cardona en 1891 para Manuel Gómez. Su estilo es ecléctico con elementos ornamentales de carácter monumental y clásico de inspiración y procedencia diversa, como la arquitectura francesa. Es uno de los edificios más destacados de los que realizó Lucas García Cardona. Consta de planta baja, tres alturas y ático. Del edificio original se conserva plenamente la fachada pero no así su interior, que fue reformado totalmente entre 1980 y 1982 por los arquitectos Vicente Valls Abad y Joaquín García Sanz para albergar el centro cultural de la entidad.
El edificio recayente a la calle General Tovar es obra del arquitecto valenciano Antonio Gómez Davó. Fue edificado entre 1932 y 1934 para albergar la oficina principal de la Caja de Ahorros y Monte de Piedad de Valencia. Su estilo es el casticismo valenciano. Su ornamentación es recargada y monumental, propia del estilo arquitectónico y la imagen que utilizaban las entidades bancarias en dicha época. Consta de planta baja, cuatro alturas y ático.